# 城关镇 (桂东县)
城关镇原属湖南省桂东县下辖镇，2012年5月撤销
。原城关镇与黄洞乡、三洞乡成建制合并设立沤江镇。

## 历史沿革
该镇旧时以管辖县城四关而得名。民国时期属宜城乡，1949年后为沤城乡，属第一区，1953年建城关镇，1956年设城郊乡，19598年汝城、桂东合并时为沤城公社，1961年汝、桂分治后，恢复城关镇与城郊人民公社，1987年城郊乡并入城关镇，全镇总面积32.1平方公里。城关镇撤销前行政区划代码431027100，下辖东华社区、罗霄社区、金田社区、琴山社区，塘境村、大洞村、金洞村、光明村、茅柳村、草堂村、松山村、碓冲村、敖山村共计4个社区9个行政村。